# Homer Badman
Homer Badman, también llamado Homer: Badman, (Homer, hombre malo en España y Homero el malo en Latinoamérica) es el noveno capítulo perteneciente a la sexta temporada de la serie animada Los Simpson, originalmente emitido el 27 de noviembre de 1994. El episodio fue escrito por Greg Daniels y dirigido por Jeffrey Lynch. Dennis Franz fue la estrella invitada.

## Sinopsis
Homer y Marge asisten a una convención de dulces dejando a sus hijos a cargo de una niñera universitaria feminista llamada Ashley Grant. En la convención, Homer le prepara a Marge un gran abrigo, el cual tiene muchos bolsillos, para poder robar muchos dulces. Todo marcha bien, hasta que Homer roba una Venus de Milo de jalea en exhibición. 
Esa noche, de vuelta en la casa, Marge tira todos los dulces sobre el piso de la sala, pero Homer no logra encontrar la Venus de jalea. Marge le recuerda a su esposo que deje a la niñera a su casa, ya que estaba esperando en el auto. De camino, cuando Ashley está por bajarse, Homer nota que tenía la Venus de jalea adherida a la parte trasera de su pantalón. Cuando Homer la saca para comérsela, Ashley asustada, malinterpreta la acción de Homer y huye.
A la mañana siguiente, una turba iracunda se encuentra frente la casa de los Simpson acusando a Homer de haber acosado sexualmente a Ashley. El patriarca trata de explicarles la verdad pero la turba no le cree, por lo que continúan molestándolo. Más tarde, un programa de noticias sensacionalistas llamado "Rock Bottom" ("Lo más bajo" en España; "El Mero Fondo" en Hispanoamérica), le hace una entrevista a Homer para que este aclarara lo sucedido, pero es horrorosamente editada y solamente logra inculparlo aún más. Las cosas van de mal en peor ya que las noticias comienzan a dar seguimiento de la casa de los Simpson durante las 24 horas del día y todos los programas de TV se dedican a insultar a Homer, bajo el apodo de "El Cochinote". Hasta se filma una película sobre el caso con Dennis Franz interpretando a Homer. Cuando Lisa y Marge le proponen hablar por televisión pública contando la verdad, Homer acepta, pero nadie ve el programa. 
Sin embargo, el jardinero Willie, que sí había visto el programa, llega a la casa de los Simpson un día con una cinta que contenía una grabación de lo que realmente había pasado entre Homer y Ashley. Como la cinta mostraba la verdad, Ashley, luego de verla, se disculpa con Homer y la ciudad en general deja de molestarlo. 
Finalmente, en el programa "Rock Bottom" aparece un informe sobre el jardinero Willie, titulado "El Fisgón Morbosón", mostrándolo como un psicótico que filmaba a parejas teniendo relaciones. Homer, al verlo, declara que "ese hombre está enfermo", pero Marge le dice que Willie lo había salvado, y que no todo lo que mostraba la televisión era cierto. Sin embargo, a pesar de todo lo que había pasado, el hombre no había aprendido nada. Finalmente Homer abraza al televisor, disculpándose con este.

## Producción
Greg Daniels, el escritor del episodio, originalmente tuvo la idea de un argumento en el que Lisa y Homer tuviesen pensamientos opuestos sobre el feminismo. Finalmente, el episodio se convirtió en una sátira de los medios y los programas como Hard Copy. David Mirkin, el productor ejecutivo de la serie en ese entonces, sentía que la prensa en general se había vuelto muy sensacionalista. Posteriormente ha dicho que el episodio es tan adecuado a la sociedad actual como a la de ese momento, y que incluso los medios se han vuelto peores. Muchos gags del episodio están basados en programas tales como Hard Copy, en los cuales acusan a las personas de ser culpables sin haber sido juzgadas, invadiendo su privacidad y poniendo cámaras en sus hogares. El programa "Rulo (LAT)/Ben(ESP)" refleja el sentimiento de los escritores de que cualquier persona podría conducir un talk show, ya que lo único que necesitan es un micrófono y un público.

### Casting
Dennis Franz fue la segunda opción de los escritores para el papel de Homer, ya que la primera opción rechazó participar en el programa. El actor original, cuyo nombre no trascendió, estaba aparentemente mal de salud.